# Iztapa
Iztapa («Iztapa»: lugar donde abunda la sal) es un municipio del departamento de Escuintla en la República de Guatemala, situado a orillas del Océano Pacífico y bañado por los ríos Michatoya, María Linda y el Canal de Chiquimulilla. Tiene alrededor de 25 mil habitantes, y su alcalde es Jonatan Zarceño, quien asumió el cargo después de ser electo el 25 de junio de 2023.
Era el principal puerto de la costa sur de Guatemala hasta que en 1852 se construyó Puerto San José en el lugar conocido entonces como El Zapote; posteriormente, cuando las instalaciones de Puerto San José evidenciaron serias deficiencias para el embarque y desembarque de pasajeros, el gobierno del general José María Reina Barrios emprendió un ambicioso proyecto para la construcción de un eficiente puerto en Iztapa en 1896.  Este proyecto iba a ser parte del gran proyecto nacional del Ferrocarril Interoceánico que iba a conectar Puerto Barrios con Iztapa y servir como canal seco en una época en que todavía no existía el Canal de Panamá.  La inversión fue bastante grande y, de haberse concluido, hubiera sido una excelente fuente de inversión para Guatemala, pero desafortunadamente el precio internacional del café y de la plata cayeron estrepitosamente y el gobierno no pudo concluir el último tramo del ferrocarril: de El Rancho de San Agustín para la ciudad de Guatemala, pues el terreno era sumamente escarpado y ya no había fondos suficientes.  Todo quedó inconcluso, incluyendo el puerto de Iztapa; es más, el propio presidente Reina Barrios lo pagó muy caro, pues fue asesinado el 8 de febrero de 1898 como consecuencia de la crisis económica que se desencadenó.
Los pobladores del municipio se dedican a la pesca artesanal, la agricultura, y al cuidado y servicio de "chalets" que están a la orilla del mar, y un elevado porcentaje de la población trabaja en la Empresa Portuaria Quetzal.  El medio de transporte más común es la motocicleta, la bicicleta y lanchas de remo o picada.
Su fiesta patronal dedicada a San Rafael Arcángel se celebra el 24 de octubre; en esta fiesta lo más tradicional el «Paseo de San Rafael por el río».

## Toponimia
Iztapa no aparece en los registros de ciudades, villas y pueblos del Reino de Guatemala; pero se conocía su nombre y ubicación desde los primeros años de la conquista; escrito como Yztapam, Ixtapa, Ystapa o Ixtapalán. Estos nombres podrían significar: "río de sal" de Itzal; apán, río o lugar, por las salinas que hay en las orillas del río María Linda; palabras que se atribuyen al idioma náhuatl de los indígenas mexicanos que vinieron con los conquistadores españoles.

## Geografía física

### Clima
El municipio de Iztapa tiene clima tropical y según la Clasificación de Köppen, se caracteriza por ser de Clima Tropical de Sabana (Aw).
| Parámetros climáticos promedio de Iztapa | Parámetros climáticos promedio de Iztapa | Parámetros climáticos promedio de Iztapa | Parámetros climáticos promedio de Iztapa | Parámetros climáticos promedio de Iztapa | Parámetros climáticos promedio de Iztapa | Parámetros climáticos promedio de Iztapa | Parámetros climáticos promedio de Iztapa | Parámetros climáticos promedio de Iztapa | Parámetros climáticos promedio de Iztapa | Parámetros climáticos promedio de Iztapa | Parámetros climáticos promedio de Iztapa | Parámetros climáticos promedio de Iztapa | Parámetros climáticos promedio de Iztapa |
| Mes                                      | Ene.                                     | Feb.                                     | Mar.                                     | Abr.                                     | May.                                     | Jun.                                     | Jul.                                     | Ago.                                     | Sep.                                     | Oct.                                     | Nov.                                     | Dic.                                     | Anual                                    |
| ---------------------------------------- | ---------------------------------------- | ---------------------------------------- | ---------------------------------------- | ---------------------------------------- | ---------------------------------------- | ---------------------------------------- | ---------------------------------------- | ---------------------------------------- | ---------------------------------------- | ---------------------------------------- | ---------------------------------------- | ---------------------------------------- | ---------------------------------------- |
| Temp. máx. media (°C)                    | 32.1                                     | 32.5                                     | 33.1                                     | 33.2                                     | 32.7                                     | 31.9                                     | 32.1                                     | 32.1                                     | 31.4                                     | 31.4                                     | 32.0                                     | 32.1                                     | 32.2                                     |
| Temp. media (°C)                         | 26.2                                     | 26.6                                     | 27.5                                     | 28.2                                     | 28.3                                     | 27.9                                     | 27.8                                     | 27.6                                     | 27.2                                     | 26.8                                     | 27.1                                     | 26.6                                     | 27.3                                     |
| Temp. mín. media (°C)                    | 20.3                                     | 20.7                                     | 22.0                                     | 23.3                                     | 24.0                                     | 23.9                                     | 23.5                                     | 23.1                                     | 23.1                                     | 22.3                                     | 22.2                                     | 21.1                                     | 22.5                                     |
| Precipitación total (mm)                 | 0                                        | 0                                        | 6                                        | 38                                       | 136                                      | 288                                      | 241                                      | 213                                      | 320                                      | 244                                      | 31                                       | 3                                        | 1520                                     |
| Fuente: Climate-Data.org                 |                                          |                                          |                                          |                                          |                                          |                                          |                                          |                                          |                                          |                                          |                                          |                                          |                                          |

### Ubicación geográfica
Iztapa está en el departamento de Escuintla y sus colindancias son:
- Norte: Guanagazapa municipio del departamento de Escuintla
- Sur: Océano Pacífico
- Este: Taxisco, municipio del departamento de Santa Rosa
- Oeste: Masagua y Puerto San José, municipios del departamento de Escuintla[7]

|                                | Norte: Guanagazapa   |               |
| Oeste: Masagua Puerto San José |                      | Este: Taxisco |
|                                | Sur: Océano Pacífico |               |

## Gobierno municipal
Los municipios se encuentran regulados en diversas leyes de la República, que establecen su forma de organización, lo relativo a la conformación de sus órganos administrativos y los tributos destinados para los mismos. Aunque se trata de entidades autónomas, se encuentran sujetos a la legislación nacional y las principales leyes que los rigen desde 1985 son:
| N.º | Ley                                                | Descripción |
| --- | -------------------------------------------------- | --- |
| 1   | Constitución Política de la República de Guatemala | Tiene una regulación legal específica para los municipios en los artículos 253 al 262. |
| 2   | Ley Electoral y de Partidos Políticos              | Ley de carácter constitucional aplicable a los municipios en el tema de la conformación de sus autoridades electas. |
| 3   | Código Municipal                                   | Decreto 12-2002 del Congreso de la República de Guatemala. Tiene la categoría de ley ordinaria y contiene preceptos generales aplicables a todos los municipios, e inclusive contiene legislación referente a la creación de los municipios.             |
| 4   | Ley de Servicio Municipal                          | Decreto 1-87 del Congreso de la República de Guatemala. Regula las relaciones entra la municipalidad y los servidores públicos en materia laboral. Tiene su base constitucional en el artículo 262 de la constitución que ordena la emisión de la misma. |
| 5   | Ley General de Descentralización                   | Decreto 14-2002 del Congreso de la República de Guatemala. Regula el deber constitucional del Estado, y por ende del municipio, de promover y aplicar la descentralización y desconcentración económica y administrativa.                                |

El gobierno de los municipios está a cargo de un Concejo Municipal mientras que el código municipal —ley ordinaria que contiene disposiciones que se aplican a todos los municipios— establece que «el concejo municipal es el órgano colegiado superior de deliberación y de decisión de los asuntos municipales […] y tiene su sede en la circunscripción de la cabecera municipal»; el artículo 33 del mencionado código establece que «[le] corresponde con exclusividad al concejo municipal el ejercicio del gobierno del municipio».
El concejo municipal se integra con el alcalde, los síndicos y concejales, electos directamente por sufragio universal y secreto para un período de cuatro años, pudiendo ser reelectos.
Existen también las Alcaldías Auxiliares, los Comités Comunitarios de Desarrollo (COCODE), el Comité Municipal del Desarrollo (COMUDE), las asociaciones culturales y las comisiones de trabajo. Los alcaldes auxiliares son elegidos por las comunidades de acuerdo a sus principios y tradiciones, y se reúnen con el alcalde municipal el primer domingo de cada mes, mientras que los Comités Comunitarios de Desarrollo y el Comité Municipal de Desarrollo organizan y facilitan la participación de las comunidades priorizando necesidades y problemas.

## Historia

### Conquista española
En las ensenadas del río, el conquistador Pedro de Alvarado construyó seis barcos para ir junto a Francisco Pizarro a la conquista del Perú; en 1534 zarparon los barcos y en Perú se hicieron dueños de grandes territorios y ricas minas de minerales preciosos.

### Ferrocarril del Pacífico
La esposa del arqueólogo Alfred Percival Maudslay, Anne Maudslay, describió así el recorrido del Ferrocarril del Pacífico desde San José hasta la Ciudad de Guatemala cuando visitaron el país con su esposo en 1892: «En la mañana del día siguiente tomamos el tren para la capital, que está a 70 millas de distancia. Nuestra vía estaba tendida entre un espeso crecimiento de vegetación salvaje, a veces alterada por la presencia de una plantación bananera o por secciones con palmeras de cocos cargadas de frutos. Cada arbolito tenía una gran cantidad de «glorias matutinas» y otras parásitas, mientras que grandes secciones de girasoles llenaban los espacios abiertos. El tren pronto empezó a ascender, y dando un sinnúmero de vueltas entre las montañas nos ofreció las vistas encantadoras de los bosques tropicales y del mar y la brillante arena que se extiende por millas a lo largo de la costa. No fueron menos interesantes las variedades de frutas que nos ofrecieron, y la perspectiva de la vida de los nativos que observamos en las estaciones intermedias. A través de un escenario que cambiaba constantemente, y siempre ascendiendo y bordeando montañas, llegamos al hermoso lago de Amatilán, a una elevación de cuatro mil pies sobre el nivel del mar, y subiendo otros mil pies, llegamos a la Ciudad de Guatemala.» 

### Proyecto del puerto de Iztapa

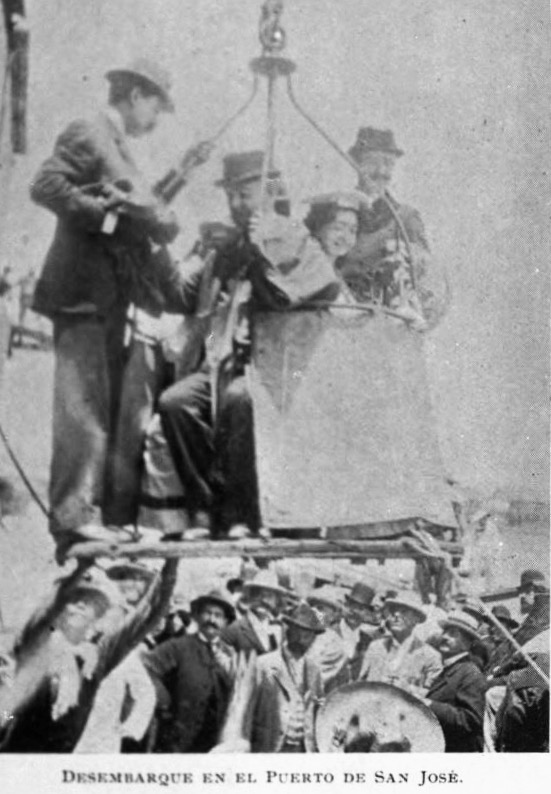
Así descendían los pasajeros en Puerto San José a finales del siglo xix. Esta fue una de las razones por las que el gobierno del general José María Reyna Barrios quiso construir el puerto de Iztapa.

A finales del siglo xix el movimiento progresivo de Guatemala requería urgentemente cómodos y adecuados puertos, ya que para descargar un buque se necesitaban de ocho a diez días y se utilizaban formas arcaicas para desembarcar a los pasajeros, lo que provocaba que varias compañías navieras rehusaran enviar sus buques al país. El gobierno del general José María Reina Barrios, en un afán de promover el ferrocarril interoceánico de Guatemala -ya que para entonces aún no se había construido el Canal de Panamá- durante la Exposición Centroamericana de 1897.  Además, para ese entonces Guatemala dependía casi exclusivamente de la producción de café y -careciendo de industria- se veía obligada a importar una gran cantidad de bienes, por lo que mejorar las condiciones de los puertos nacionales era imperativo.
En 1897, la desembocadura del río Michatoya fue ampliada hasta darle doscientos cincuenta metros de ancho, y se eliminó la barra colocando en su lugar un rompeolas de pilotes irregulares que se prolongaba trescientos metros fuera de la línea de la rompiente. El rompeolas fue rellenado de piedra y se planificó que se extendiera en forma de herradura con un largo de cuatrocientos metros más para proteger la desembocadura sin riesgo de que vuela a formarse la barra y para que los buques encontraran siempre un mar en calma. El río Michatoya fue dragado para que tuviera una profundidad adecuada para permitir el tráfico de vapores de mayor calado y para impedir que el río volviera a rellenarse con los depósitos que se formaban durante la estación lluviosa se planificó construir un desvío aguas arriba para modificar su desembocadura.
Los trabajos incluyeron dos almacenes y el puerto fue proyectado para que se pudiera prolongar la línea de malecones a medida de las necesidades permitiendo así que los buques que llegaran cuando el tráfico se incrementara fueran descargados con prontitud y seguridad. El costo de las obras era muy elevado, y ya el gobierno estaba bajo fuerte presión por la caída de los precios del café y los préstamos de dos millones de libras esterlinas que se habían hecho a principios de ese año para paliar la crisis económica que se vivía, pero se consideraba que si la Exposición Centroamericana era exitosa, las inversiones de capitales extranjeros iban a cubrir con creces la inversión realizada.
El puerto tenía fuerte oposición: por un lado, la empresa Marítima Nacional se oponía a la construcción en Iztapa porque eso equivalía a perder el monopolio que hasta entonces disfrutaba en el Puerto San José y que le representaba el dos por ciento del valor de la carga desembarcada; por otro lado, los comerciantes y cambistas de oro se oponían y declaraban imposible la construcción del puerto en Iztapa porque dicha construcción significaba una considerable mejoría para la capacidad comercial del país, que dejaría de realizar préstamos a intereses muy elevados.  El 15 de abril de 1897, el periódico opositor La República informó que hubo un préstamo aprobado por la Asamblea Legislativa para construir tanto los ferrocarriles del Norte y de Iztapa como el puerto de ese nombre, lo que significaba que Guatemala no estaba en capacidad de llevar a cabo dichos proyectos de infraestructura con sus propios recursos y reconocía que había cometido un error al acometerlas con fondos nacionales. Las consecuencias fueron nefastas: para la construcción se habían sustraído de la circulación millones de pesos guatemaltecos que ahora hacían falta para el comercio nacional y la situación llegó a un punto en que no había dinero, ni ferrocarril interoceánico —pues este quedó incompleto—. La situación fiscal y económica de Guatemala para entonces era tan difícil, que no tenía precedentes en la historia del país a pesar de que éste ya había atravesado calamidades debido a guerras y desastres naturales.
El gobierno respondió con la aprobación del préstamo y cerrando La República; desafortunadamente, la sección del ferrocarril del Norte no se pudo concluir a tiempo para la Exposición Centroamericana, y toda la inversión en infraestructura fue un fracaso total. Cuando el general Reyna Barrios intentó extender su mandato las oposición no se hizo esperar: hubo revueltas en varios lugares del país, principalmente en Quetzaltenango y la situación culminó con el asesinato del presidente el 8 de febrero de 1898 y el inicio del gobierno de veintidós años del licenciado Manuel Estrada Cabrera que dejaron truncado el proyecto en Iztapa.
Imágenes de la construcción en Iztapa en 1897

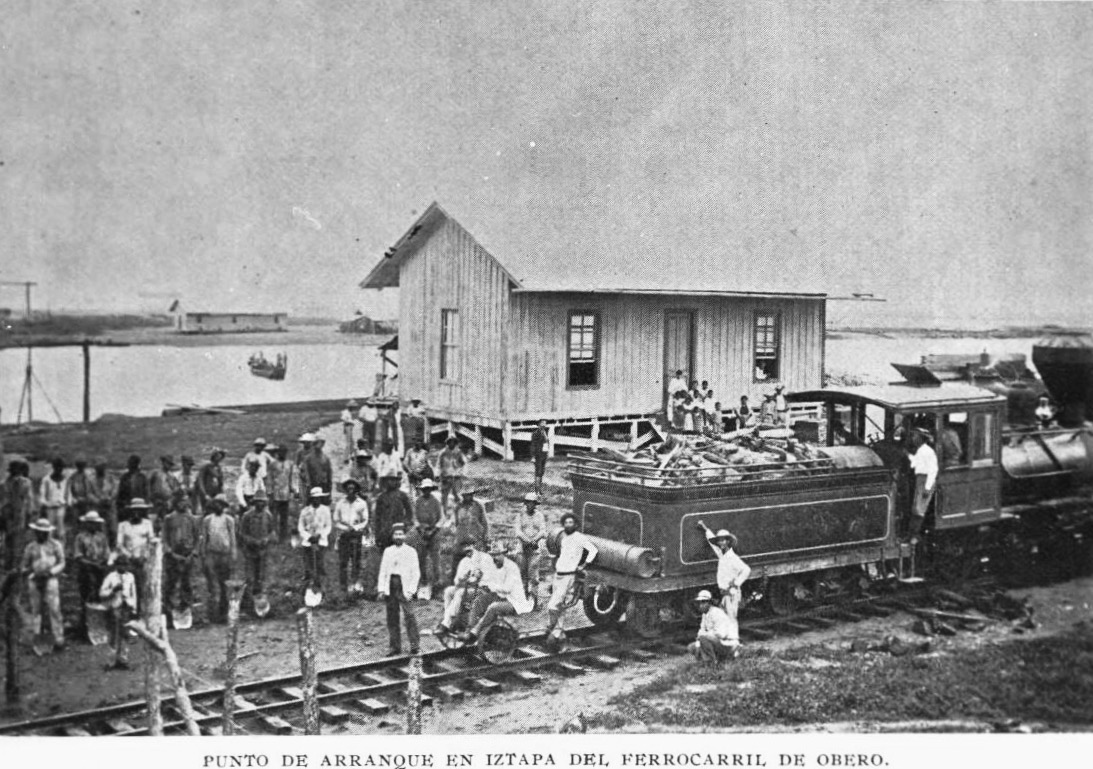
Inicio del ferrocarril de Obero en Iztapa.
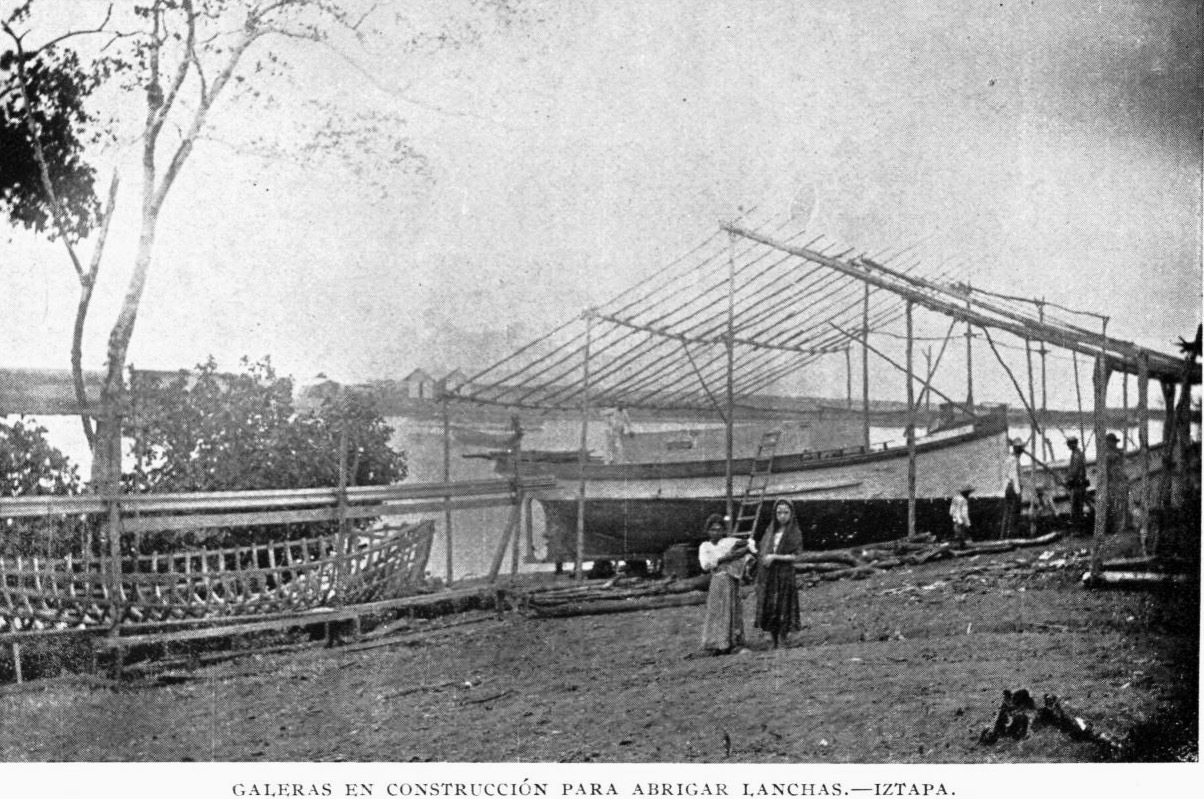
Astilleros de Iztapa.
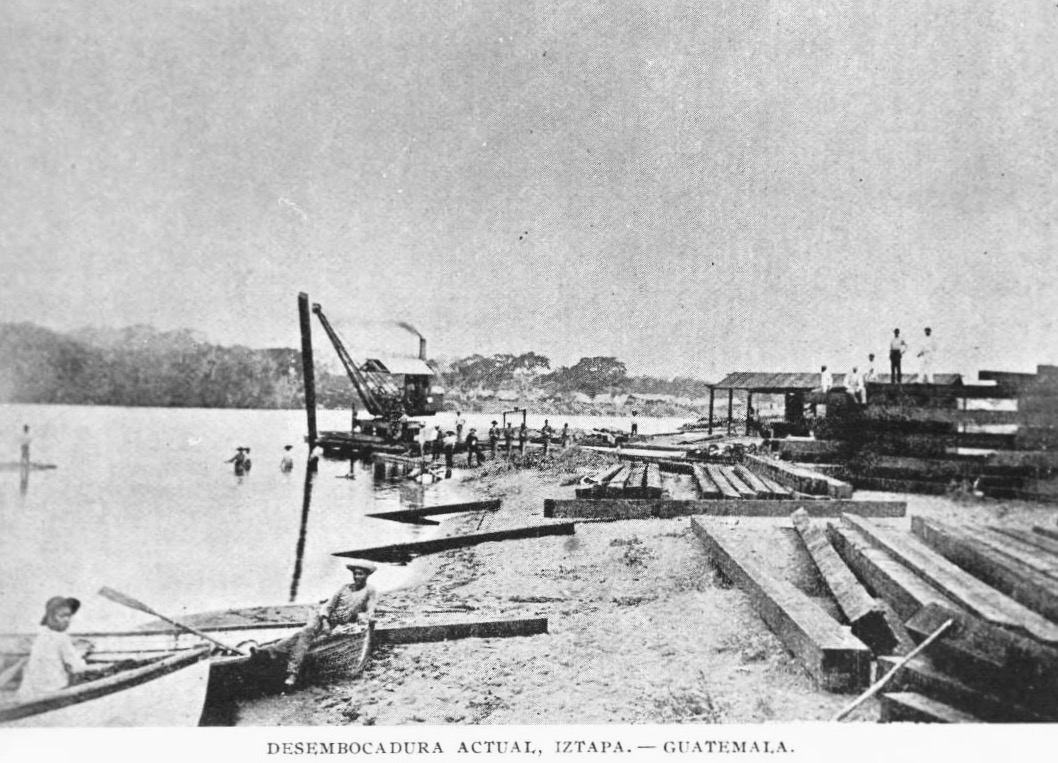
Dragado del río Michatoya.
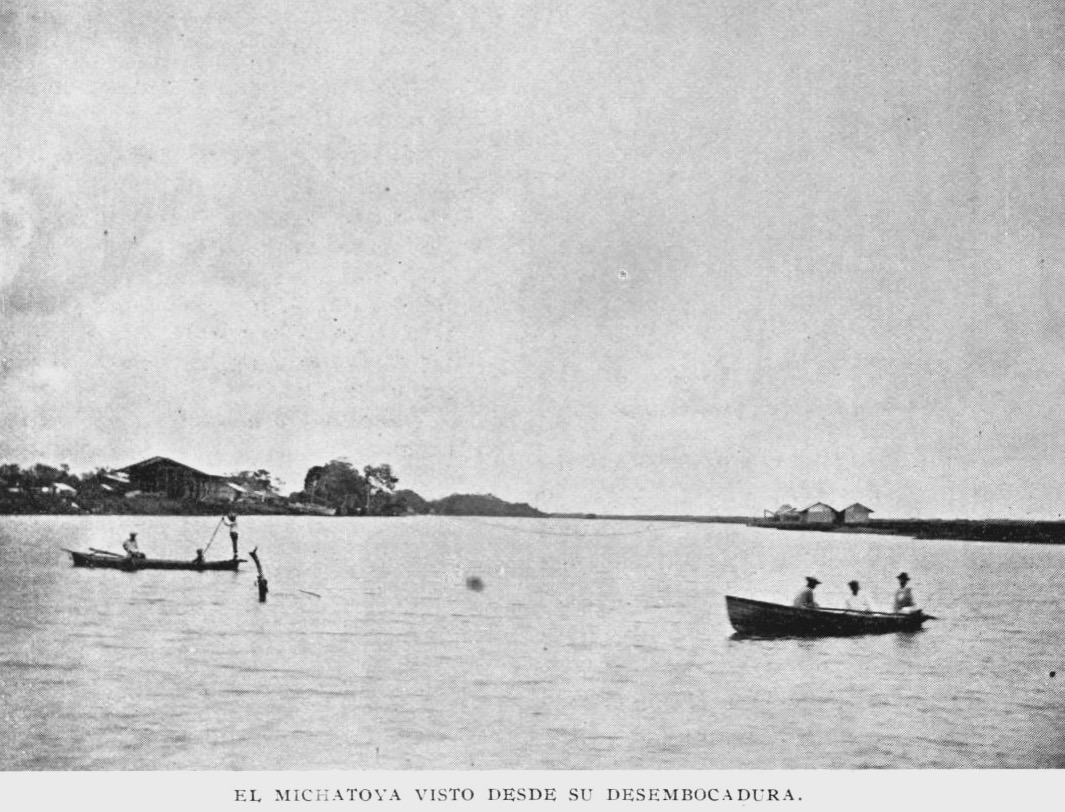
Desembocadura del río Michatoya.

## Economía
Puerto Iztapa tiene recursos naturales y una historia importante por haber sido uno de los primeros puertos en el país. Además, gran cantidad de humedales, que durante la estación de lluvias, sirve de lugares de pesca abundante, tanto de camarón como de variedad de peces. Sus manglares son de gran importancia para el ecosistema del lugar, ya que muchas especies de peces crecen y se alimentan en las madrigueras de estas plantas acuáticas.[cita requerida]

### Atractivos turísticos
Sus playas son amplias y sin mayores edificaciones comerciales.  La cabecera municipal cuenta con estación de gasolina, centro de salud y variedad de tiendas para consumo local; además, existe un puente sobre el río, que comunica con la aldea Puerto Viejo, de donde parte la carretera hacia Monterrico, en el departamento de Santa Rosa.[cita requerida]

## Deportes
El municipio cuenta con un equipo de fútbol en la Liga Mayor de Guatemala llamado «Deportivo Iztapa», conocido como «Los Peces Vela», que entrena en el estadio «El Morón» y juega sus partidos correspondientes a La Liga Mayor: actualmente es Tricampeón de la primera División.  
Iztapa es el lugar donde creció hasta los 15 años de edad Juan P. Revolorio —alias «El Caminador»— quien desde 2007 lleva recorriendo cien kilómetros en diecinueve horas una vez por año, y los fondos recaudados son donados a instituciones o fundaciones.
El oficio por excelencia es la pesca en lanchas de 6 personas y la pesca artesanal en la ribera del río.